# روي إتش فاغنر
روي إتش فاغنر (بالإنجليزية: Roy H. Wagner)‏ هو مصور سينمائي أمريكي، ولد في 12 يناير 1947.

## وصلات خارجية
- روي إتش فاغنر على موقع IMDb (الإنجليزية)
- روي إتش فاغنر على موقع ألو سيني (الفرنسية)
- روي إتش فاغنر على موقع أول موفي (الإنجليزية)
- روي إتش فاغنر على موقع قاعدة بيانات الأفلام السويدية (السويدية)
- روي إتش فاغنر على موقع قاعدة بيانات الفيلم (الإنجليزية)
- روي إتش فاغنر على موقع كينوبويسك (الروسية)